# بیلی لیندسی
بیلی لیندسی (انگلیسی: Billy Lindsay; ۱۰ دسامبر ۱۸۷۲ – ۲۷ فوریهٔ ۱۹۳۳) بازیکن فوتبال بود.
از باشگاه‌هایی که در آن بازی کرده‌است می‌توان به باشگاه فوتبال لوتون تاون، باشگاه فوتبال گریمزبی تاون، باشگاه فوتبال اورتون، باشگاه فوتبال واتفورد، باشگاه فوتبال نیوکاسل یونایتد، و باشگاه فوتبال هیتچین تاون اشاره کرد.